# Stephen Odubola

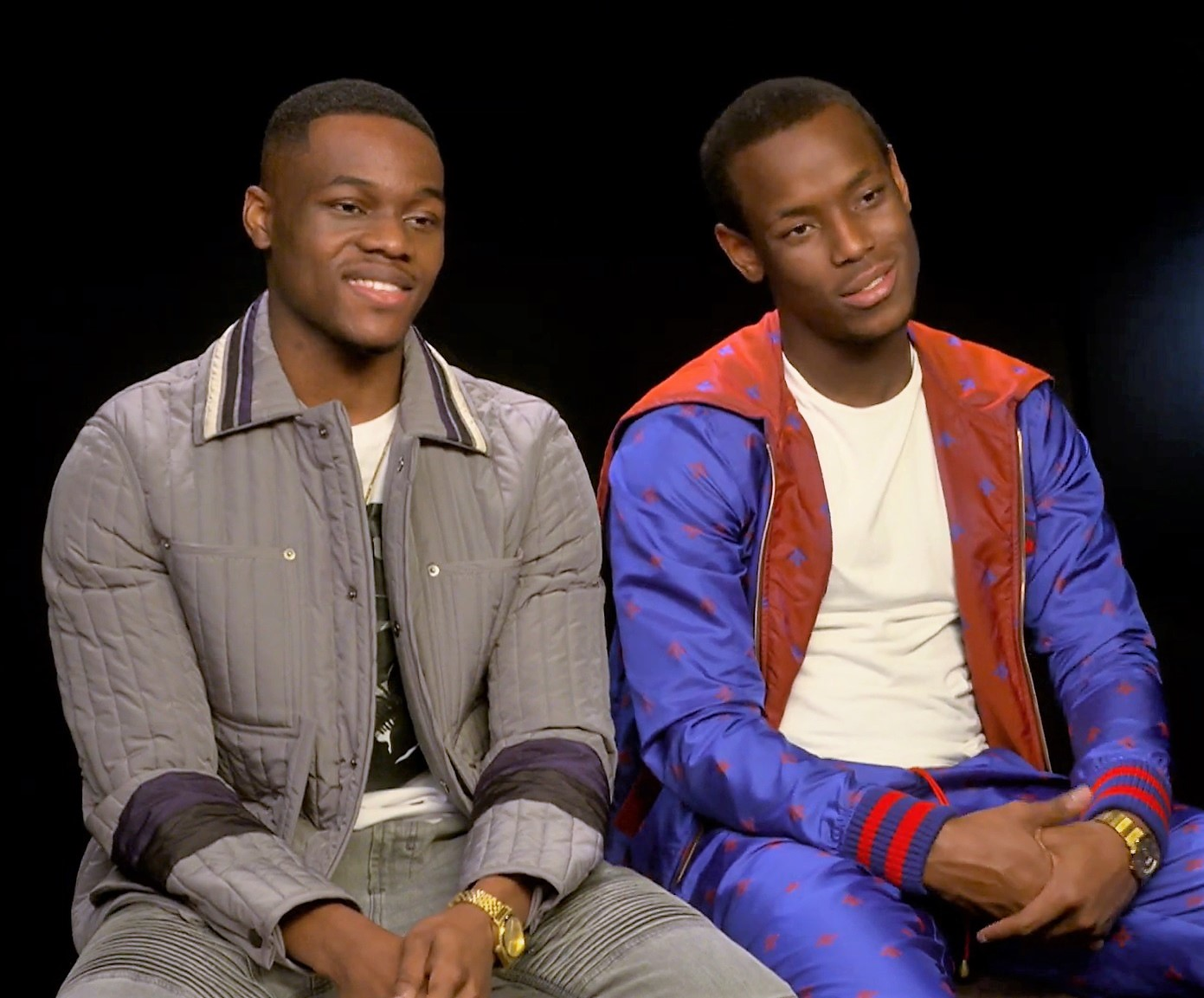
Stephen Odubola (li.) und Micheal Ward, 2019

Stephen Odubola (* 14. Juni 1990 in London) ist ein britischer Filmschauspieler.

## Leben
Stephen Odubola wurde 1990 in London geboren und wuchs im Stadtteil Kennington auf. Seine Eltern stammen aus Nigeria. Er hätte nach eigener Aussage leicht in die vor seiner Haustür in South London entstandene Gangkultur geraten können, doch sein Bruder habe während seiner „Kidulthood“ einen guten Einfluss auf ihn gehabt. Er besuchte nach seinem Abitur die Identity Drama School und erwarb zudem einen Abschluss in Business Entrepreneurship and Innovation, für den Fall, dass sein Traum, Schauspieler zu werden nicht aufgehen sollte.
Nach Auftritten in zwei Kurzfilmen und einer kleinen Nebenrolle im Alter von 18 Jahren in Legend of Tarzan von David Yates erhielt Odubola neben Micheal Ward die zweite Hauptrolle in Andrew Onwubolus Kriminalfilm Blue Story, der im November 2019 in die Kinos im Vereinigten Königreich kam. Weil Odubola wie der von ihm gespielte Protagonist Timmy in South East London aufwuchs, sei er mit den Umständen, unter denen die Figur groß wurde, sehr vertraut gewesen, und wie dieser komme auch er selbst aus einem liebevollen Umfeld. Für seine Rolle von Timmy in Blue Story erhielt Odubola durchweg positive Kritiken, insbesondere wegen seiner Verwandlung eines sanften Teenagers in ein gewalttätiges Gangmitglied.
In der von der BBC produzierten Fernsehserie Holby City spielt er Owen, den Freund der Protagonistin.

## Filmografie
- 2014: After (Kurzfilm)
- 2016: Lost in Mozart (Kurzfilm)
- 2016: Legend of Tarzan
- 2019: Blue Story
- 2020: Holby City (Fernsehserie)